# 4-й Рыбацкий проезд
4-й Рыба́цкий прое́зд — проезд в историческом районе Рыбацкое Невского административного района Санкт-Петербурга. Проходит от дороги на Петро-Славянку до 3-го Рыбацкого проезда. Протяжённость — 1830 м.

## История
Название присвоено проезду 23 февраля 1987 года.

## География
От дороги на Петро-Славянку до железнодорожной линии Рыбацкое — Славянка 4-й Рыбацкий проезд идёт на северо-запад, потом — вдоль железной дороги на север, а после железнодорожного путепровода — снова на северо-запад до 3-го Рыбацкого проезда.

## Пересечения
С юга на север 4-й Рыбацкий проезд пересекает следующие улицы:
- дорога на Петро-Славянку
- 5-й Рыбацкий проезд
- 3-й Рыбацкий проезд

## Транспорт
Ближайшие к 4-му Рыбацкому проезду:
- станция метро: «Рыбацкое» (320 м)
- железнодорожная станция: Рыбацкое (350 м)

## Здания и сооружения
- производственные территории
- складское хозяйство